# Черняев, Валериан Васильевич
Валериан Васильевич Черняев (1844—1892) — русский агроном

, инспектор сельского хозяйства при министерстве государственных имуществ и член ученого комитета его, действительный статский советник. Брат Н. В. Черняева (1832—1868) — директора и основателя Сельскохозяйственного музея в Петербурге.

## Биография
Родился 2 (14) августа 1844 года в Харькове,в семье заслуженного профессора Харьковского университета Василия Матвеевича Черняева, что во многом предопределило его дальнейшую судьбу.

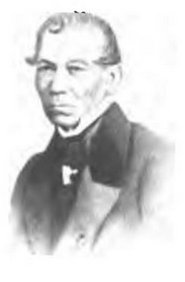
Отец, В. М. Черняев

В 1867 году окончил Императорский Харьковский университет кандидатом естественных наук. При этом в течение зимы 1866—1867 гг. он слушал лекции в московской Петровской земледельческой академии.
Службу начал 19 декабря 1867 года, в Министерстве государственных имуществ Российской империи, где он был переводчиком учёного комитета, чиновником особых поручений в департаменте земледелия и сельской промышленности, а в 1882 году был назначен инспектором сельского хозяйства, и в этой должности состоял до самой смерти.
Одновременно со службой в министерстве Черняев состоял прикомандированным для занятий к Императорскому сельскохозяйственному музею. С 1868 по 1876 год ему было поручено публичное объяснение выставленных в сельскохозяйственном музее машин, здесь же неоднократно им читались лекции по машиноведению. С 1871 года Министерство государственных имуществ ежегодно направляло его в качестве специалиста на выставки и конкурсы, а также для осмотра сельскохозяйственных машиностроительных заведений; кроме того, он был командирован за границу для изучения сельскохозяйственного машиностроения и для устройства отдела сельскохозяйственных машин на всемирных выставках: в Вене (1873 и 1890), в Филадельфии (1876), в Париже (1878 и 1889); ему же было поручено организовать русский отдел сельского хозяйства на выставке в Чикаго.
С 1868 года В. В. Черняев состоял постоянным сотрудником Земледельческой газеты и журнала «Сельское хозяйство и лесоводство», преимущественно по сельскохозяйственному машиноведению. Своими многочисленными трудами и ответами руководящего и критического характера он приобрел доверие среди хозяев и машиностроителей.
Черняев был не менее известен за границей. Нужды сельскохозяйственного машиностроения, беспошлинный привоз сельскохозяйственных машин, рядовая культура, прессование сена, кустарное производство сельскохозяйственных машин были его излюбленными вопросами.
В 1885 году он первый обратил внимание на значение огневой сушки плодов и овощей для нашего садоводства и огородничества, стал усиленно ее пропагандировать и при содействии министерства государственных имуществ производил в различных местностях публичные демонстративные опыты сушки: в Петербурге — в 1886 г., в Симферополе, Харькове и Москве — в 1887 г., в Киеве — в 1888 г., в Тифлисе — в 1889 г., в Херсоне, Казани и Ярославле — в 1890 г. и в Ростове, Ярославской губернии, — в 1891 году.
С 1886 года на В. Черняева возложено было наблюдение за производством земледельческих орудий на Воткинском казенном заводе, в Вятской губернии, по его инициативе и достигшем блестящих результатов.
В. В. Черняев состоял почетным членом сельскохозяйственных обществ: Псковского, Острогожского и Борисоглебского, действительным членом Императорского Вольного экономического общества, Русского технического, Московского общества сельского хозяйства и Киевского общества сельского хозяйства.
Умер 29 декабря 1892 (10 января 1893) года в городе Санкт-Петербурге.